# A piede libero
A piede libero è un modo di dire di uso comune in italiano.
È un'espressione usata per indicare una persona o un animale che scappa o evade.
Si usa soprattutto per indicare un carcerato che evade o per indicare un animale che scappa, specie in caso di fuga di animali pericolosi. Questo termine deriva dall'usanza medievale di bloccare i piedi dei carcerati con dei ceppi.

## Equivalenti in altre lingue
- inglese: on bail